# Ed Templeton

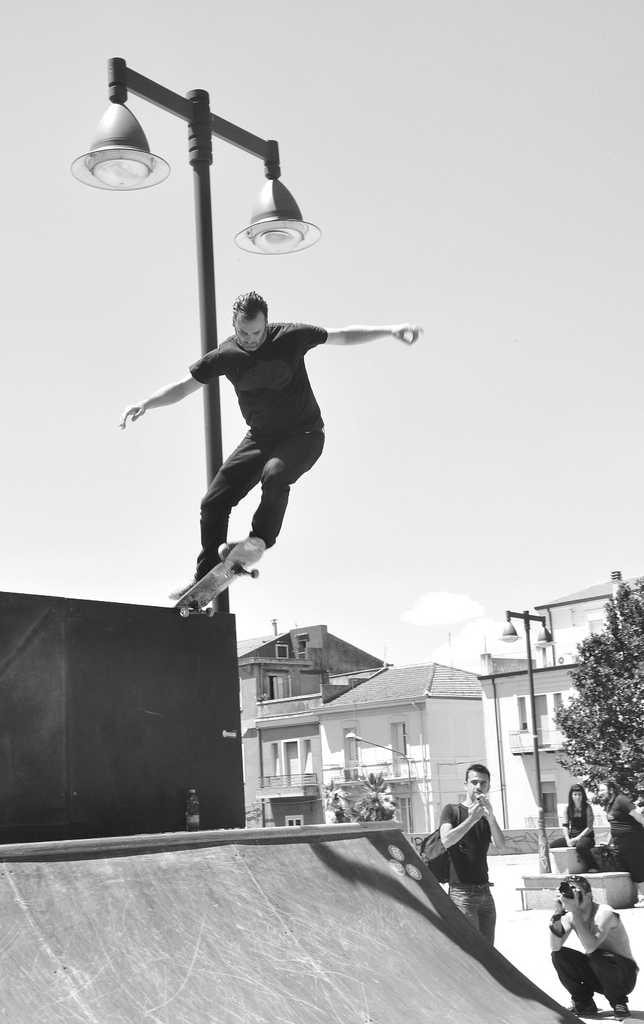
Ed Templeton (2010)

Ed Templeton (* 28. Juli 1972 in Garden Grove (Kalifornien)) ist ein professioneller US-amerikanischer Skateboardfahrer und Künstler aus Huntington Beach, Kalifornien.
Templeton begann mit dem Skateboarding 1985 und erreichte zusammen mit seinem Freund Jason Lee kurz darauf Bekanntheit. Seine gesponserte Karriere begann 1988 unter anderem bei den Firmen Circle A und Schmitt Stix. 1990 wurde aus Schmitt Stix die Firma New Deal Skateboards. Ed Templeton konnte vier Streetcontests in Folge gewinnen und schaffte es auf die Titelseite der beiden Skateboardmagazine TransWorld Skateboarding und Thrasher.
Templeton verließ die Firma New Deal und gründete zusammen mit Mike Vallely eine eigene Skateboard-Firma „TV“ (Television), die allerdings unter keinem guten Stern stand. Die Wege der beiden trennten sich schon kurz darauf, und Ed gründete 1993 unter Vision Streetwear die Firma Toy Machine, verlagert sie aber kurz darauf zu Tum Yeto. Etwa um diese Zeit begann sich Templeton mehr für Kunst, Fotografie und Grafikdesign zu interessieren und gestaltete schon kurz darauf Anzeigen und Grafiken für Toy Machine.
Seine Arbeiten und begleitenden Ausstellungen (mit Aaron Rose in der Alleged Gallery in New York) wurden in der Skateboard-Welt kontrovers aufgenommen. Er beschäftigt sich darin kritisch und satirisch mit der modernen amerikanischen Kultur. Sein erstes Buch mit fotografischen Arbeiten, Teen Smokers, gewann 2000 einen Kunstwettbewerb in Italien. Danach folgte Golden Age of Neglect, in dem er Fotografien und Grafiken miteinander verband. Daneben hat er zahlreiche Titelblätter von Magazinen gestaltet.
Mitte der 1990er Jahre wurde er Veganer und begann sich allmählich für die Rechte von Tieren einzusetzen. Er gewann weiterhin sporadisch Wettbewerbe. 1996 trat er der neu gegründeten Schuh-Firma Sheep bei, die sein erstes eigenes Pro-Skater-Schuhmodell gestaltete, ohne dabei auf Leder und andere tierische Produkte zurückzugreifen. Die Firma blieb nicht lange am Markt, und Ed schloss sich Emerica an, für die er bisher drei Pro-Schuhmodelle entwarf.
Ed Templeton wird als einer der kreativsten Skateboarder seiner Zeit angesehen, der eine Reihe von One-Footed-Ollie-, Ollie-Impossible- und Railslide-Variationen eingebracht hat. Seine Fähigkeiten sind unter anderem im Toy Machine-Video Welcome to Hell (1996) dokumentiert.